# Swithhelm
Swithhelm was van 660 tot 664 koning van Essex.

## Context
De voornaamste bron over het leven van Swithhelm is de Historia ecclesiastica gentis Anglorum van de heilige Beda. Wat volgt is een deductie van gebeurtenissen tijdens zijn regeerperiode.
De moord op zijn voorganger Sigeberht de Goede had waarschijnlijk te maken met zijn te nauwe band met koning Oswiu van Northumbria en de opkomst van Wulfhere van Mercia. Hij stierf vermoedelijk tijdens de pest van 664 en werd opgevolgd door zijn zonen Sighere en Sæbbi.
Tijdens zijn regeerperiode vond ook de Synode van Whitby plaats.